# Controllo ultrasonico
Il controllo ultrasonico (o ultrasonoro o ad ultrasuoni) è un controllo non distruttivo dei materiali o delle strutture effettuato con l'ausilio delle onde ultrasoniche.

## Storia
Nel 1929 e nel 1935, Sokolov sperimentò l'uso delle onde ultrasoniche nella rilevazione degli oggetti di metallo.
Mulhauser, nel 1931, brevettò una tecnologia che usava le onde ultrasoniche, con l'utilizzo di due trasduttori per rilevare i difetti nei solidi.
Floyd Firestone, nel 1940, e Simons, cinque anni più tardi, svilupparono la tecnica ultrasonica Eco Pulse.
Subito dopo la fine della seconda guerra mondiale, i ricercatori Giapponesi cominciarono ad esplorare le possibilità di applicazioni diagnostiche in campo medico degli ultrasuoni.

## Il metodo ultrasonico in lavorazioni ferroviarie
Nella lavorazione di costruzione o rinnovo armamento ferroviario, si adotta il metodo ultrasonico, che permette di riscontrare i difetti di costruzione o di saldatura della rotaia stessa. Questo metodo ultrasonico mediante macchina si è rivelato fondamentale per la nuova TAV.
Inoltre il metodo ultrasonoro, oltre che quello magnetico, viene impiegato nel controllo qualità di ruote monoblocco di treni e di assili ferroviari. Per questi ultimi si effettua anche un controllo del foro bareno mediante "Borosonda".